# Natale e quale show (terza edizione)
La terza edizione del talent show Natale e quale show (spin-off di Tale e quale show) è andata in onda il 17 dicembre 2023 in una puntata unica con la conduzione di Carlo Conti in prima serata su Rai 1.
La giuria è composta da Loretta Goggi, Giorgio Panariello e Cristiano Malgioglio affiancati dal giudice imitatore Claudio Lauretta nelle vesti di Gerry Scotti.
La serata vede il sottotitolo Speciale Telethon poiché ha chiuso la trentaquattresima edizione della maratona televisiva Telethon.
L'edizione è stata vinta da Antonino Spadaccino con l'interpretazione di Michael Bolton in Santa Claus Is Coming To Town.

## Il programma
Questo spin-off prevede una gara fra dodici VIP che hanno partecipato alle precedenti edizioni del programma. Ciascuno di essi è impegnato nell'imitazione di personaggi celebri del mondo della canzone attraverso la reinterpretazione dei brani di questi ultimi dal vivo. Al termine della serata sono sottoposti al giudizio di una giuria. Ogni giurato dichiara i suoi voti per ciascun concorrente, assegnando da sei a diciotto punti. Inoltre, ciascun concorrente in gara deve dare cinque punti ad uno dei concorrenti o a sé stesso, che si sommano a quelli assegnati dalla giuria, determinando così la classifica della puntata.

## Cast

### Concorrenti

#### Uomini
| Concorrente         | Edizione di provenienza | Posizione |
| ------------------- | ----------------------- | --------- |
| Paolo Conticini     | 2ª edizione             | 5º posto  |
| Valerio Scanu       | 4ª edizione             | 2º posto  |
| Alessandro Greco    | 4ª edizione             | 5º posto  |
| Massimo Di Cataldo  | 8ª edizione             | 5º posto  |
| Agostino Penna      | 9ª edizione             | 1º posto  |
| Antonino Spadaccino | 12ª edizione            | 1º posto  |
| Luca Gaudiano       | 13ª edizione            | 1º posto  |
| Lorenzo Licitra     | 13ª edizione            | 2º posto  |

#### Donne
| Concorrente       | Edizione di provenienza | Posizione |
| ----------------- | ----------------------- | --------- |
| Lidia Schillaci   | 9ª edizione             | 3º posto  |
| Jessica Morlacchi | 9ª edizione             | 4º posto  |
| Ilaria Mongiovì   | 13ª edizione            | 3º posto  |
| Jasmine Rotolo    | 13ª edizione            | 4º posto  |

#### Fuori gara
- Gabriele Cirilli
- Paolo Belli

### Giudici
La giuria è composta da:
- Loretta Goggi
- Cristiano Malgioglio
- Giorgio Panariello

#### Quarto giudice
In quest'edizione la giuria è stata affiancata dalla presenza di un imitatore, che partecipa al voto delle esibizioni e stila una propria classifica come quarto giudice, vestendo i panni di un personaggio famoso per l'intera serata.
| Messa in onda    | Quarto giudice    | Quarto giudice      |
| Messa in onda    | Giudice imitatore | Personaggio imitato |
| ---------------- | ----------------- | ------------------- |
| 17 dicembre 2023 | Claudio Lauretta  | Gerry Scotti        |

### Co-conduttrice
- Carolina Rey

### Coach
I coach dei concorrenti sono:
- Daniela Loi: vocal coach
- Matteo Becucci: vocal coach
- Maria Grazia Fontana: vocal coach
- Fabrizio Mainini: coreografo
- Emanuela Aureli: imitatrice
- Antonio Mezzancella: vocal coach
- Pinuccio Pirazzoli: direttore d'orchestra

## Puntata
La terza edizione di Natale e quale show è andata in onda il 17 dicembre 2023 ed è stata vinta da Antonino Spadaccino, che ha interpretato Michael Bolton in Santa Claus Is Coming To Town.
| Ordine | Canzone e cantante imitato                                | Concorrente         | Già imitato | Punteggio | Panariello | Goggi | Malgioglio | Lauretta | Concorrenti | Social | Bonus |
| ------ | --------------------------------------------------------- | ------------------- | ----------- | --------- | ---------- | ----- | ---------- | -------- | ----------- | ------ | ----- |
| 9      | Santa Claus Is Coming To Town - Michael Bolton            | Antonino Spadaccino | No          | 60        | 10         | 13    | 16         | 16       | 5           | -      | -     |
| 7      | Astro del ciel - Al Bano                                  | Luca Gaudiano       | Sì          | 58        | 16         | 16    | 9          | 12       | 5           | -      | -     |
| 5      | Oh Happy Day - Marco Mengoni                              | Lorenzo Licitra     | Sì          | 58        | 14         | 14    | 10         | 15       | 5           | -      | -     |
| 6      | All I Want For Christmas Is You - Mariah Carey            | Ilaria Mongiovì     | Sì          | 58        | 13         | 15    | 14         | 11       | 5           | -      | -     |
| 8      | White Christmas - Lady Gaga                               | Lidia Schillaci     | Sì          | 55        | 15         | 11    | 15         | 9        | 5           | -      | -     |
| 11     | Jingle Bells - Natalie Cole                               | Jasmine Rotolo      | No          | 50        | 11         | 9     | 11         | 14       | 5           | -      | -     |
| 12     | Feliz Navidad - José Feliciano                            | Agostino Penna      | No          | 48        | 12         | 10    | 8          | 13       | 5           | -      | -     |
| 3      | Holly Jolly Christmas e Jingle Bells Rock - Michael Bublé | Valerio Scanu       | No          | 48        | 8          | 7     | 13         | 10       | 5           | 5      | -     |
| 1      | Let It Snow - Mina                                        | Jessica Morlacchi   | Sì          | 47        | 9          | 12    | 12         | 8        | 5           | 1      | -     |
| 4      | Happy Xmas (War Is Over) - John Lennon                    | Alessandro Greco    | No          | 36        | 7          | 8     | 6          | 7        | 5           | 3      | -     |
| 2      | Last Christmas - George Michael                           | Paolo Conticini     | No          | 35        | 6          | 6     | 7          | 6        | 5           | -      | 5     |
| 10     | Wonderful Christmas - Paul McCartney                      | Massimo Di Cataldo  | Sì          | 25        | 5          | 5     | 5          | 5        | 5           | -      | -     |

- Giudice imitatore: Claudio Lauretta che imita Gerry Scotti
- Co-conduttrice: Carolina Rey
- Esibizione fuori gara: Gabriele Cirilli che interpreta Mary Poppins; Paolo Belli che interpreta Vasco Rossi
- Ospiti: Raul Cremona, Gerry Scotti[4], Pino & gli anticorpi, Luca Cordero di Montezemolo (in rappresentanza della fondazione Telethon)
- Nota 1: prima delle votazioni della giuria, tutti i concorrenti si sono esibiti coralmente in Do They Know It's Christmas? della Band Aid imitando le voci dei personaggi assegnati loro per questa puntata.
- Nota 2: ciascun concorrente ha assegnato i suoi cinque punti al concorrente dell'esibizione successiva, e l'ultimo li ha assegnati al primo.

## Ascolti
| Messa in onda    | Telespettatori | Share  |
| ---------------- | -------------- | ------ |
| 17 dicembre 2023 | 2 810 000      | 16,90% |